# Макс Деннерляйн
Макс Деннерляйн (нім. Max Dennerlein; 16 травня 1885, Марктлойтен — 13 жовтня 1957, Ортенбург) — німецький офіцер, генерал-лейтенант вермахту.

## Біографія
19 липня 1905 року вступив в Баварську армію. Учасник Першої світової війни. Після демобілізації армії залишений в рейхсвері. З 1 лютого 1939 року — інспектор західних укріплень. З 25 жовтня 1939 року — командувач інженерними частинами групи армій «C». З 6 лютого 1940 року — командир 290-ї піхотної дивізії. 8 червня 1940 року поранений і відправлений на лікування. З 15 листопада 1940 по 27 жовтня 1942 року — командир 335-ї, з 11 листопада 1942 по 8 травня 1943 року — 326-ї піхотної, з 1 червня 1943 по 8 грудня 1944 року — 433-ї запасної дивізії. З 5 січня 1945 року — інспектор укріплень. 8 травня 1945 року взятий в полон. 27 лютого 1947 року звільнений.

## Звання
- Фанен-юнкер (19 липня 1905)
- Фенріх (24 лютого 1906)
- Лейтенант (8 березня 1907)
- Оберлейтенант (3 січня 1914)
- Гауптман (17 серпня 1916)
- Майор (1 лютого 1928)
- Оберстлейтенант (1 жовтня 1932)
- Оберст (1 жовтня 1934)
- Генерал-майор (1 березня 1938)
- Генерал-лейтенант (1 березня 1940)

## Нагороди
- Медаль принца-регента Луїтпольда
- Залізний хрест 2-го і 1-го класу
- Почесний хрест ветерана війни з мечами
- Медаль «За вислугу років у Вермахті» 4-го, 3-го, 2-го і 1-го класу (25 років)
- Застібка до Залізного хреста
  - 2-го класу (8 червня 1940)
  - 1-го класу (18 червня 1940)
- Нагрудний знак «За поранення» в чорному
- Хрест Воєнних заслуг 2-го класу з мечами (31 січня 1944)